# Der Eignungstest
Der Eignungstest (engl. Originaltitel: Separate Vocations) ist die 18. Episode der dritten Staffel der US-amerikanischen Zeichentrickserie Die Simpsons. Für diese Folge gewann Nancy Cartwright, die Synchronsprecherin von Bart Simpsons englischer Stimme, den Primetime Emmy Award in der Kategorie Outstanding Voice-Over Performance.

## Handlung
In der Schule wird der „Quatsch“-Test durchgeführt, um herauszufinden, für welchen Beruf die jeweiligen Schüler am besten geeignet sind. Die Auswertung dieses Tests ergibt, dass Lisa Hausfrau und Bart Polizist werden sollten. Lisa ist davon jedoch gar nicht begeistert und fragt sogar einen Musiker, ob sie eine Karriere als Saxophon-Spielerin machen könne, der rät ihr jedoch davon ab. Währenddessen darf Bart einen Abend mit der Polizei verbringen und meint, er wolle als Erwachsener Polizist werden.
Inzwischen wirkt Lisa immer lustloser und freundet sich mit weiblichen Rowdys der Schule an. Da Bart immer mehr Verantwortung bei der Polizei zeigt, beruft Rektor Skinner ihn zur Schulaufsicht. Schließlich werden auch Lisas Schulnoten immer schlechter, während Barts immer besser werden.
Nachdem Lisa merkt, dass ihre Klassenlehrerin Ms. Hoover sämtliche Antworten ihrer Fragen aus einem Buch abliest, beginnt sie, alle Lehrerschulbücher zu stehlen, und versteckt diese in ihrem Spind. Daraufhin sind sämtliche Lehrer der Schule ratlos, wie sie von nun an unterrichten sollen, weshalb Rektor Skinner und Bart damit beginnen, alle Spinde der Schüler zu durchsuchen. Als Bart schließlich den von Lisa öffnet, findet er die Bücher dort. Kurz darauf erscheint Skinner und fragt ihn, wer dafür verantwortlich sei. Lisa will zunächst die Schuld auf sich nehmen, doch Bart kommt ihr zuvor und behauptet, selbst dafür verantwortlich zu sein.
Nachdem Bart seine Strafe dafür bekommen hat, erklärt er Lisa, er wolle nicht, dass sie sich ihre aussichtsreiche Zukunft verbaue.

## Rezeption

### Ausstrahlung
Die US-amerikanische Erstausstrahlung dieser Folge am 27. Februar 1992 auf dem US-Sender FOX sahen durchschnittlich etwa 13,6 Millionen Zuschauer. Knapp ein Jahr später, am 27. Januar 1993, sendete das ZDF die deutschsprachige Erstausstrahlung.

### Auszeichnung
Nancy Cartwright gewann für ihre Synchronisierung von Bart Simpson im Jahre 1992 einen Primetime Emmy Award für Outstanding Voice-Over Performance, wobei sie diesen Preis zusammen mit Jackie Mason, Julie Kavner, Yeardley Smith, Marcia Wallace und Dan Castellaneta trägt, die allesamt für die Synchronisation einer oder mehrerer Charaktere aus Die Simpsons ausgezeichnet wurden.